# Encyklopedia syntezy nauk
Encyklopedia syntezy nauk – czterotomowa, polska encyklopedia wydana w Krakowie w latach 1914-1915  .

## Opis
Wydano 4 tomy:
- T. 1, Basopedya, 295 stron, errata[1] ,
- T. 2, Kosmodycea, 289 stron, errata[2] ,
- T. 3, Antropodycea, 383 stron,
- T. 4, Teodycea, 289 stron,